# جولای سائوتومه
جولای سائوتومه (نام علمی: Ploceus sanctithomae) نام یک گونه از سرده جولاها است.